# Nicole Makarewicz
Nicole Makarewicz (* 1. April 1976 in Wien) ist eine österreichische Autorin und Journalistin.

## Leben
Nicole Makarewicz studierte an der Universität Wien Kommunikationswissenschaft, Soziologie und Psychologie. Seit 1994 arbeitet sie als Journalistin und Redakteurin für österreichische Zeitschriften und Magazine (u. a. Kurier-Freizeit, Moments, Lebensweise).
Im Wiener Seifert-Verlag erschien im April 2009 ihr Debüt-Roman "Tropfenweise"; Ende 2010 folgte der Erzählband "Jede Nacht". 2018 erschien ihr Thriller-Debüt "Dein Fleisch und Blut" im Wiener Holzbaum Verlag. Zudem wurden zahlreiche ihrer Erzählungen in Literaturzeitschriften und Anthologien veröffentlicht. Sie ist Mitglied beim Österreichischen Schriftsteller/innenverband, der IG Autorinnen Autoren, dem Syndikat, bei den KrimiautorInnen und den Mörderischen Schwestern.
Nicole Makarewicz ist verheiratet, Mutter zweier Töchter und lebt in Wien.

## Auszeichnungen
- 2009: 12. Münchner Kurzgeschichten-Wettbewerb (1. Preis)
- 2009: Forum Land Literaturpreis 2009 (1. Preis)
- 2018: Thriller-Manuskriptpreis des Holzbaum Verlags
- 2020: Mölltaler Geschichten Festival (1. Preis)